# Éditions Christian
 (décembre 2020).
Si vous disposez d'ouvrages ou d'articles de référence ou si vous connaissez des sites web de qualité traitant du thème abordé ici, merci de compléter l'article en donnant les références utiles à sa vérifiabilité et en les liant à la section « Notes et références ».
Les Éditions Christian sont une maison d'édition parisienne spécialisée dans les ouvrages de généalogie.

## Histoire
Elle a été fondée en 1978 par Francis Christian.
Le 21 septembre 1982 est immatriculée la Sarl Editions Christian.

Le premier livre est édité en 1979 est L'histoire d'André Citroën de Charles Rocherand.
Le dernier livre est édité en mai 2024 est 400 ans d'histoire La Famille Christian  de Francis Christian.
À la suite du départ à la retraite de Francis Christian le 31 décembre 2024, la revue Gé-Magazine, créée en décembre 1982 par le fondateur des Éditions Christian et Jean-Louis Beaucarnot, est reprise par Gilles Prévost, propriétaire de la Librairie généalogie de la Voûte.
Francis Christian décède le 19 janvier 2025,.

## Collections
- « Vivre l'histoire »

## Auteurs édités
- Marc Ambroise-Rendu
- Luc Antonini
- Robert Beaubernard
- Claude Bernard
- Françoise Bettencourt Meyers
- Arnaud Chaffanjon
- Gilles Henry
- Simon Le Bœuf
- Eric Leclercq
- Jean-Christophe Parisot
- Simone Roux
- Michel Sementéry
- Christian Settipani

## Principaux prix littéraires obtenus
- 1986 : Michel Sementéry, La descendance de Nicolas 1er, roi du Monténégro, prix Bohus-Szogyeny
- 2009 : Claude Bernard, Lettres d'un officier de marine, prix académie de marine
- 2010 : Noël Fribourg-Blanc, Le médecin général André Fribourg-Blanc (1888-1963), le fondateur de la psychiatrie militaire au service des souffrants, Prix d'histoire de la médecine aux armées
- 2011 : André Charvet, A la recherche de… Gustave Gaberel, 2e prix Floucaud de la Pénardille Docteur du Chalard

## Pour approfondir